# Colebrooke, Devon
Colebrooke är en ort och civil parish i Storbritannien.   Den ligger i grevskapet Devon och riksdelen England, i den södra delen av landet, 270 km väster om huvudstaden London. Colebrooke ligger 114 meter över havet och antalet invånare är 411.
Terrängen runt Colebrooke är platt. Runt Colebrooke är det ganska tätbefolkat, med 185 invånare per kvadratkilometer. Närmaste större samhälle är Exeter, 16,8 km öster om Colebrooke. Trakten runt Colebrooke består till största delen av jordbruksmark.